# 西藏白话报

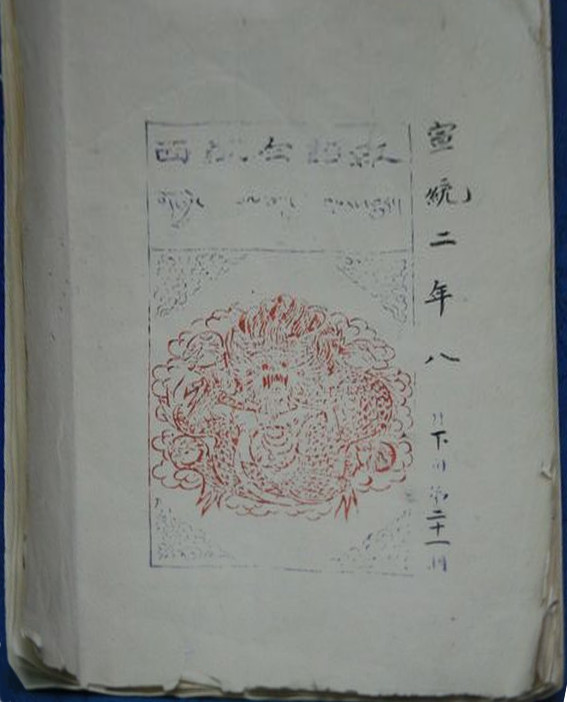
宣统二年（1910年）的《西藏白话报》

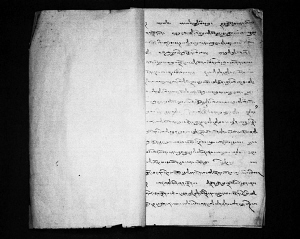
《西藏白话报》內容

《西藏白话报》（藏語：ནུབ་བོད་ཀྱི་ཕལ་སྐད་ཚགས་པར，威利转写：bod kyi phal skad gsar 'gyur）是1907年（也有說1909年）清朝駐藏大臣聯豫與張蔭棠在拉萨创办的石印报纸。它是西藏最早的报纸，也是中国最早的藏文报纸。
聯豫與張蔭棠為了推行改革，實行新政，決定創辦《西藏白话报》。他們以在四川發行的官報為《西藏白话报》的藍本。當時多數漢人與藏人不懂彼此語言，因此《西藏白话报》同時使用漢文與藏文。
最初是用張蔭棠帶到西藏的石印機平版印刷，每天出版不到100份。為了實現更大的印刷量，後來在印度購買了印刷機，每十天發行一次，每期發行300至400份。它於1911年停止發行。
目前沒有任何史料顯示《西藏白话报》對藏人有影響。